# 輝煌世紀
《輝煌世紀》（Muhteşem Yüzyıl，[muhteˈʃem ˈjyzjɯl]）是一部土耳其歷史劇電視連續劇。由梅拉爾·奧凱與耶爾馬茲·沙欣編劇，講述奧斯曼帝國蘇丹蘇萊曼一世及其妻子許蕾姆蘇丹的傳奇故事——這位奴隸出身的女子最終成為帝國首位擁有正式地位的蘇丹配偶。 劇集同時展現了蘇丹女權時期的歷史風貌，最初在Show TV播出，後轉至Star TV。

## 劇情概要
該劇聚焦奧斯曼帝國最負盛名的統治者蘇萊曼一世的執政生涯。隨著其權力與影響力的擴張，帝國宮廷內的人物命運隨之浮沉：亦臣亦友的帕爾加勒·易蔔拉欣帕夏；其母哈芙莎蘇丹，帝國首位蘇丹皇太后；其姐哈蒂斯蘇丹；長子之母馬希德弗蘭蘇丹；以及許蕾姆蘇丹，蘇萊曼的首位正式配偶。

## 國際影響
據報導，《輝煌世紀》在全球50餘個國家擁有2億觀眾，成為土耳其文化輸出的典範。
在巴爾幹半島地區，該劇與《時光流逝》（北馬其頓收視冠軍）、《法特瑪古爾的罪過》（2012年科索沃最受歡迎劇集）等土耳其電視劇共同引發了文化復興浪潮。塞爾維亞社會學家拉特科·博佐維奇指出，劇中展現的傳統家長制價值觀，以及土耳其與巴爾幹國家相似的語言文化背景是成功關鍵："這些劇集呈現的道德觀念，能喚起塞爾維亞人記憶深處的傳統意識。"他認為土耳其劇集讓經歷家庭結構劇變的巴爾幹民眾重溫了消逝的價值體系。
在孟加拉，本劇以《সুলতান সুলেমান》（蘇丹蘇萊曼）之名通過Deepto TV播出孟加拉語配音版。2015年首播兩個月內即創下收視紀錄，雖因衝擊本土劇集引發禁播爭議，仍於2019年6月重播。
摩洛哥觀眾雖欣賞劇集的視覺美學，但對其中性別觀念與歷史呈現褒貶不一，部分觀眾因道德爭議棄劇。
在希臘，劇集跨越階層年齡廣受歡迎，其東方美學與兩國歷史淵源引發共鳴。塞薩洛尼基主教安西莫斯與金色黎明党曾公開譴責，稱觀看該劇「等同向土耳其投降」。
智利13頻道自2014年12月起黃金時段播出《El Sultán》（蘇丹），延續土耳其劇熱潮。
巴基斯坦Geo Kahani頻道以《我的蘇丹：榮耀與愛情傳奇》（میرا سلطان: داستان جلال و جمال）之名播出，創下收視紀錄。其熱潮衝擊本土影視業，主演哈利特·埃爾根奇更獲2017年Lux Style Awards國際偶像獎。

## 外部連結
- 互联网电影数据库（IMDb）上《輝煌世紀》的资料（英文）
- 輝煌世紀官網
- 輝煌世紀官方YouTube頻道